# Pascal Renier
Pascal Renier (3 d'agost de 1971) és un exfutbolista belga.

## Selecció de Bèlgica
Va formar part de l'equip belga a la Copa del Món de 1994. Fou jugador de Club Brugge i R.E. Mouscron.